# Dmitri Svetushkin
Dmitri Svetushkin (en ruso: Дмитрий Светушкин; en rumano: Dumitru Svetuşchin; RSS de Moldavia, 25 de julio de 1980-4 de septiembre de 2020) fue un ajedrecista moldavo, gran maestro internacional desde 2002.

## Biografía
Ganó el Campeonato de Ajedrez de Moldavia en 2000. En 2003, empató en el primer puesto del Festival de Ajedrez Ikaros con Johan Hellsten y Marcin Szymanski. En 2007, empató en el puesto 2.º-7.º con Kiril Gueorguiev, Vadim Malajatko, Mircea Parligras, Hristos Banikas y Dimitrios Mastrovasilis en el Torneo Internacional de la Acrópolis, y empató en el 3.º-9.º con Pável Smirnov, Vladímir Malájov, Yevgueni Vorobiov, Murtas Kazhgaléyev, Vladímir Dobrov y Alekséi Aleksándrov en la tercera edición del Open de Moscú. En 2008, ganó el Open de Gap. En 2010, empató en el 1.º-3.º con Yuri Krivoruchko y Aleksandr Zubarev en Paleochora. En 2012, ganó el Torneo Internacional Isthmia en Vrachati en el desempate con Eric Hansen y Shyam Sundar, y el XVII Memorial Bora Kostic, un torneo cerrado de categoría 14 en Vršac. En 2017, finalizó segundo en el Open de Sants en Barcelona, y ganó el III Open Ceramica Corund en el desempate con Benjamin Gledura.
Svetushkin jugó con la selección de ajedrez de Moldavia en las Olimpiadas de ajedrez y en el Campeonato de Europa de Ajedrez por equipos. En la Olimpiada de 2014 logró una actuación de 2809, siendo el cuarto mejor segundo tablero.
Svetushkin murió el 4 de septiembre de 2020.

## Libros
- Svetushkin, Dmitri (2013). The Ultimate Anti-Grünfeld: A Sämisch Repertoire. Chess Stars. ISBN 978-9548782944.